# Extraktionsschrot
Das Extraktionsschrot als eine Form des Ölschrots entsteht als Koppelprodukt bei der Gewinnung von Pflanzenölen durch Heißpreß- bzw. Extraktionsverfahren. Die Extraktionsmittelrückstände werden mittels Wasserdampf entfernt. Verbreitet ist die Verwendung als Futtermittel in der Tierernährung.
Extraktionsschrot ist relativ proteinreich (um 40 Prozent) und enthält – da das Öl als Hauptprodukt weitgehend aus dem Ausgangsmaterial (Ölsaat oder Ölfrucht)entfernt wurde – nur wenig Fett. Der Proteingehalt wird durch das Verwenden geschälter (enthülster) Ware erhöht, bei sinkendem Rohfasergehalt. Wegen des hohen Proteingehalts werden Extraktionsschrote (vor allem Sojaextraktionsschrot und Rapsextraktionsschrot) oft als Ergänzungsfuttermittel eingesetzt und stellen damit eine Alternative zur Verfütterung von Hülsenfrüchten oder Tiermehlen in der Tierernährung dar.